# Assyrischer Jugendverband Mitteleuropa
Der Assyrische Jugendverband Mitteleuropa e. V. (AJM) ist ein im Jahr 2002 in Augsburg gegründeter, im deutschsprachigen Raum tätiger, freiheitlich-demokratischer, überparteilicher und überkonfessioneller Kinder- und Jugendverband. Im AJM haben sich Landesverbände, Jugendgruppen und -vereine assyrischer Jugendlicher aus Deutschland, Österreich und der Schweiz zu einem Dachverband zusammengeschlossen. Seit 2022 befindet sich der Sitz des Vereins in Paderborn.

## Geschichte
Die Gründung des AJM geht mit der assyrischen Bewegung in Deutschland einher, die sich mit der Zeit der Gastarbeiterschaft zu entwickeln begann und in den 1970er Jahren institutionelle Gestalt annahm. Von dem im Jahr 1979 gegründeten Zentralverband der Assyrischen Vereinigungen in Deutschland und Europäischen Sanktionen e. V. (ZAVD) ging 1987 ein „Assyrisches Jugendkomitee“ mit Schwerpunkt auf Deutschland hervor. Unter Anleitung von Jugendlichen aus Deutschland, Österreich, Schweden, der Schweiz und den Niederlanden wurde im Jahr 2002 der AJM als Jugendverband gegründet, im selben Jahr beim Amtsgericht Augsburg als Verein eingetragen und vom Finanzamt als gemeinnützig anerkannt.
Seit 2006 ist der AJM Mitglied bei der djo – Deutsche Jugend in Europa. Darüber hinaus erkennt der AJM den ZAVD als seinen Erwachsenenverband an und ist Mitglied beim World Assembly of Assyrian Youth (WAAY), einem Zusammenschluss weltweiter assyrischer Jugendorganisationen.
In den Anfangsjahren fanden an mehreren Orten in Deutschland, Österreich und der Schweiz vor allem Seminare, Vorträge und Sportveranstaltungen statt. Mittlerweile verfügt der AJM über ein nationales sowie internationales Netzwerk.

## Organisation

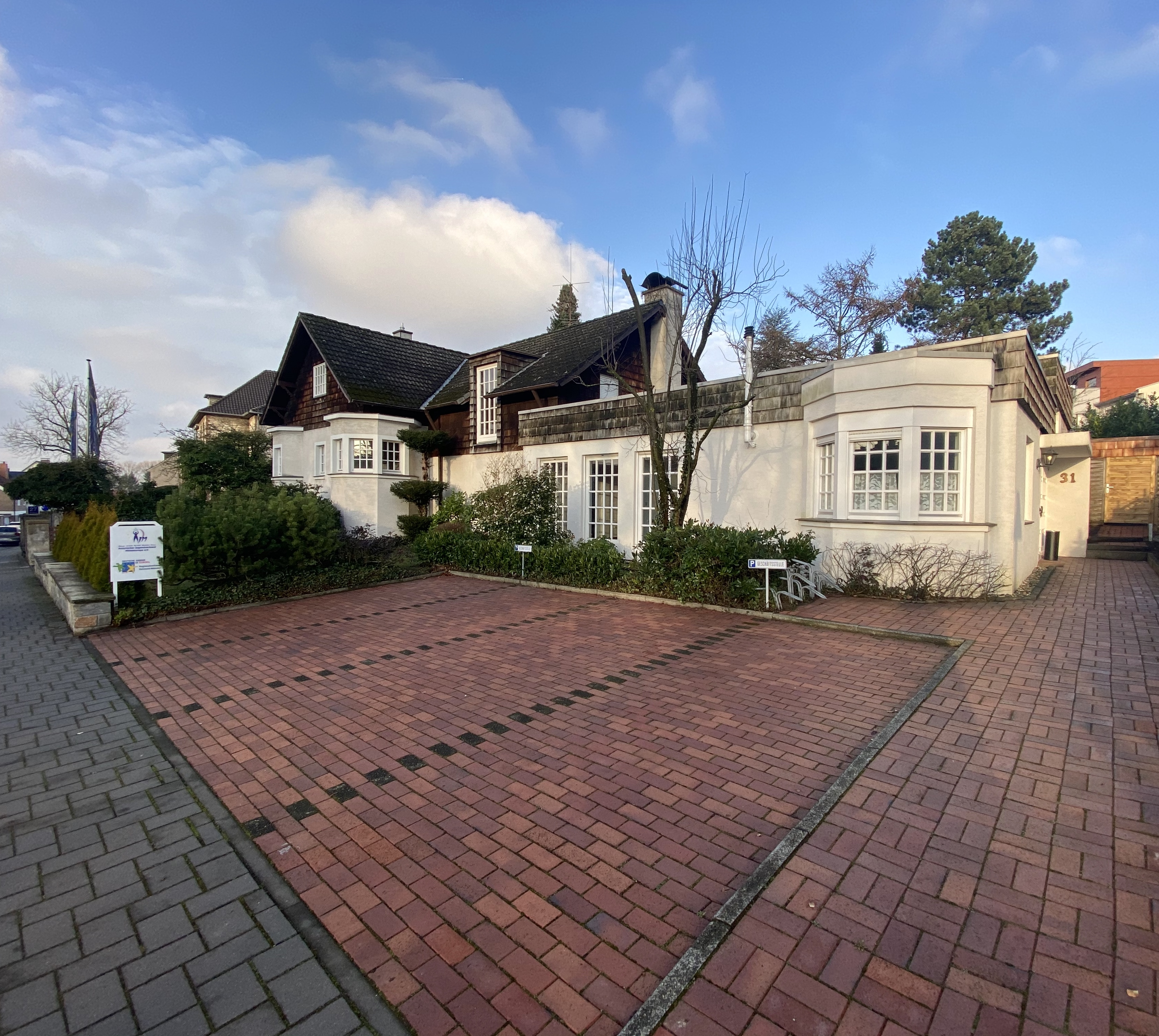
AJM-Geschäftsstelle in Paderborn

Der Assyrische Jugendverband Mitteleuropa ist der Dachverband seiner Landesverbände und Jugendgruppen und -vereine.
Die Geschäftsstelle des Dachverbands befindet sich in Paderborn. Das beschäftigte Personal setzt sich zusammen aus:
- einem Geschäftsführer
- einem Verwaltungsassistent
- einem Jugendbildungsreferent
- einem Öffentlichkeitsreferent
- einem Auszubildenden

Der Vorstand des Dachverbands besteht aus bis zu 10 Mitgliedern, der auf der Delegiertenversammlung für zwei Jahre gewählt wird. Wählbar sind die Jugendlichen aus den Landesverbänden und Mitgliedsgruppen bis 35 Jahren. Der jetzige Dachverbandsvorstand wurde auf der Delegiertenversammlung 2019 in Bad Windsheim gewählt. Er setzt sich zusammen aus dem geschäftsführenden Vorstand:
- einem ersten Vorsitzenden
- einem zweiten Vorsitzenden
- einem Schriftführer
- einem Schatzmeister

und bis zu 6 Beisitzern.
Zudem werden bis zu zwei Revisoren gewählt. Der AJM ist als gemeinnützig anerkannt.

## Ziele
Die wichtigsten Ziele des AJM sind die überregionale Vernetzung der assyrischen Jugendlichen in Mitteleuropa. Die Hauptziele bestehen darin, das soziale und demokratische Verhalten Jugendlicher, ihre politische Bildung und ihre kulturelle Interessen zu fördern. Entsprechende Angebote für Jugendliche mit Migrationshintergrund und Fluchterfahrung sollen ihre Integration fördern.
Zusammenfassend widmet sich die Arbeit des AJM Themen wie Integration, Persönlichkeitsförderung, kultureller und politischer Bildung und der Völkerverständigung. Zudem ist der AJM mit assyrischen Organisationen in Mitteleuropa, Amerika, Kanada, Australien sowie in den ursprünglichen assyrischen Heimatregionen wie in der Türkei, im Irak, in Syrien und im Libanon vernetzt. In Kooperation mit diesen Partnern werden internationale Jugendbegegnungen angeboten.

## Aktivitäten
Im Rahmen des Projekts „Migration als Chance für Gütersloh“ eröffnete 2009 die erste AJM-Geschäftsstelle in Gütersloh. 2014 wurde das Großprojekt „Jugend2014“ mit dem Ziel einer Strukturförderung bewilligt. Mit den Großprojekten wie „Potenzial Vielfalt“ in Bayern, „B’shayno. Willkommen“ in Ostwestfalen und „Ido b‘ Ido“ in Gießen sowie der Gründung der AJM-Landesverbände Bayern, Baden-Württemberg, Nordrhein-Westfalen und der Einstellung hauptamtlicher Mitarbeiter professionalisiert sich der AJM auf Dachverbands- und Landesebene.

Delegiertenversammlung 2019 in Bad Windsheim

Jugendmaßnahmen des AJM finden in Form von Seminaren, Schulungen, Freizeitcamps für Kinder, Jugendliche und junge Erwachsene und kulturellen Events statt. Dazu gehören Kinder- und Jugendfreizeiten, das Sommerfest, das AJM-Event – eine große Sport- und feierliche Abendveranstaltung mit assyrischer Musik und Tanz mit international bekannten assyrischen Künstlern –, die Hospitationsprogramme und die Jugendbegegnungen in der ursprünglichen assyrischen Heimat sowie internationale Austausche.
Auf den Freizeitcamps werden assyrische Inhalte zur Kultur, Geschichte und Sprache vermittelt und gleichzeitig Fragestellungen wie Integration und Identität zur Sprache gebracht. Außerdem werden Jugendbegegnungen mit den internationalen assyrischen Partnern durchgeführt. Zudem ist der AJM seit 2016 Träger des Patenschaftsprogramms „Menschen stärken Menschen“, welches vom BMFSFJ gefördert wird. Die Patenschaften konnten stetig erweitert werden und der AJM zu einem großen Träger zusammenwachsen. Weiterhin finden Weiterbildungsangebote zur Jugendverbandsarbeit statt. Der AJM fungiert als Dachverband seiner Landesverbände und Mitglieder und als zentrale Anlaufstelle.